# Pcim (gemeente)
De gemeente Pcim is een landgemeente in het Poolse woiwodschap Klein-Polen, in powiat Myślenicki.
De zetel van de gemeente is in Pcim.
Op 30 juni 2004 telde de gemeente 10 219 inwoners.

## Oppervlakte gegevens
In 2002 bedroeg de totale oppervlakte van gemeente Pcim 88,59 km², waarvan:
- agrarisch gebied: 41%
- bossen: 49%

De gemeente beslaat 13,16% van de totale oppervlakte van de powiat.

## Demografie
Stand op 30 juni 2004:
| Omschrijving                   | Totaal | Totaal | Vrouwen | Vrouwen | Mannen | Mannen |
| ------------------------------ | ------ | ------ | ------- | ------- | ------ | ------ |
| eenheid                        | aantal | %      | aantal  | %       | aantal | %      |
| inwoners                       | 10 219 | 100    | 5081    | 49,7    | 5138   | 50,3   |
| bevolkingsdichtheid (inw./km²) | 115,4  | 115,4  | 57,4    | 57,4    | 58     | 58     |

In 2002 bedroeg het gemiddelde inkomen per inwoner 1390,69 zł.

## Administratieve plaatsen (sołectwo)
Pcim (sołectwa: Pcim Centrum, Pcim-Krzywica en Pcim-Sucha), Stróża (sołectwa: Stróża Dolna en Stróża Górna), Trzebunia.

## Aangrenzende gemeenten
Budzów, Lubień, Mszana Dolna, Myślenice, Sułkowice, Tokarnia, Wiśniowa